# Pleasant Valley Township (Missouri)
Pleasant Valley Township est un township inactif, situé dans le comté de Wright, dans le Missouri, aux États-Unis,.
Le township est fondé en 1855 et baptisé en référence à une église locale.

### Source de la traduction
- (en) Cet article est partiellement ou en totalité issu de l’article de Wikipédia en anglais intitulé « Pleasant Valley Township, Wright County, Missouri » (voir la liste des auteurs).